# Vụ đánh bom đoàn xe nhà binh tại Alpuri 2009
Vụ đánh bom đoàn xe nhà binh tại Alpuri là một vụ ôm bom tự sát đánh vào đoàn xe quân sự đang đi qua khu chợ ở Tây Bắc Pakistan làm thiệt mạng 41 người. Cuộc tấn công này xảy ra một ngày sau khi quân chính phủ vừa giải vây xong vụ Taliban chiếm tổng hành dinh quân đội Pakistan. Vụ nổ ở khu chợ trời vùng núi non Alpuri làm chết 4 binh sĩ, 2 cảnh sát và hằng chục thường dân, ngoài ra còn 48 người khác bị thương, đa số trong tình trạng nghiêm trọng.